# 彼得·考巴
彼得·考巴（捷克語：Petr Kouba，1969年1月28日—），生于布拉格，捷克前男子足球运动员，司职守门员。他曾代表捷克国家队参加1996年欧洲足球锦标赛，结果队伍获得亚军。